# Cyanohypsa stefanellii
Cyanohypsa stefanellii là một loài bướm đêm thuộc phân họ Arctiinae, họ Erebidae.